# Muhammad Kurd Ali
Muhammad Kurd Ali (ur. 1876, zm. 1953) – syryjski pisarz arabskojęzyczny, historyk, krytyk literacki, uczony, założyciel i prezes Akademii Arabskiej w Damaszku (1919-1953), minister oświaty (1920 i 1928-1932), autor prac z dziejów literatury i kultury arabskiej.